# شطرنج الرياضيات الفيتنامي
شطرنج الرياضيات الفيتنامي (باللغة الفيتنامية : Cờ toán Việt Nam) هو نتاج إبداعي للسيد فو فان باي (فو باي)، تم الاعتراف رسميًا بشطرنج الرياضيات الفيتنامي من قبل مكتب حقوق الطبع والنشر للآداب والفنون، وزارة الثقافة والإعلام (الآن وزارة الثقافة والرياضة والسياحة) كمنتج فكري في مايو 2005.
تعتبر لعبة الشطرنج الفيتنامية لعبة مسلية لها فلسفات رياضية واجتماعية، والتي تختلف عن الشطرنج الشعبي مثل الشطرنج الصيني، الشطرنج الكلاسيكي. يجب على اللاعبين تطبيق معرفة الرياضيات البسيطة مثل الجمع والطرح والضرب والقسمة لحساب الخطوات.

## اللعب

### الإعداد
تلعب اللعبة على رقعة تتكون من 99 خلية (9 صفوف عاموديًّا و11 صفًّا أفقيًّا)
لكل لاعب 10 قطع من 10 أنواع مختلفة مصنفة بالأرقام (من 0 إلى 9)

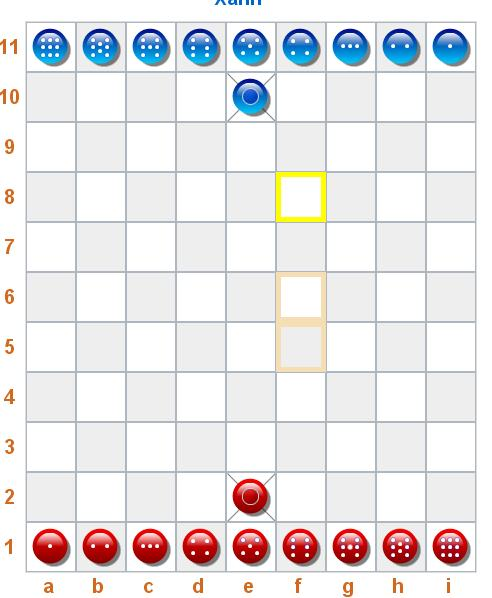
رقعة شطرنج الرياضيات الفيتنامي

### حركات القطع
تتحرك كل قطعة أفقيًّا أو عاموديًّا أو قطريًّا بالعدد المكتوب عليها (مثلًا 1 تتحرك خطوة واحدة و2 تتحرك خطوة أو خطوتين و3 تتحرك خطوة أو خطوتين أو ثلاث و0 لا تتحرك أبدًا وهكذا) لا يمكن للقطع القفز فوق بعضها

### قواعد الالتقاط
في هذه اللعبة يتم الاعتماد على الرياضيات البسيطة في الالتقاط وهي الجمع (+) والطرح (-) والضرب (×) والقسمة (÷)
- على سبيل المثال رقم 7 خلف رقم 2 عموديًّا

عند اللعب بالرقم 7 يمكن الأخذ العمليات بالشكل التالي :
9=7+2
5=7-2
14=2×7 بما أن العدد أكبر من 9 يتم الأخذ بعدد الوحدات أي 4
6=2÷7 والباقي 1 يتم أخذ الباقي والحاصل معًا أي 6 أو 1

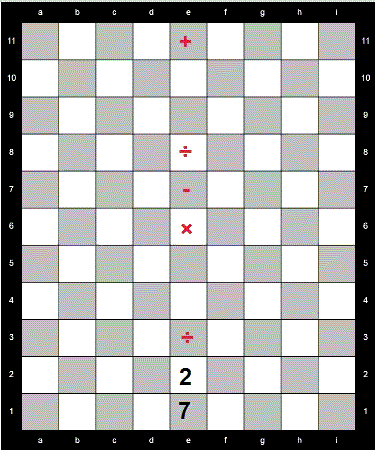
رسم توضيحي للأماكن التي يمكن لـ7 الالتقاط عندها

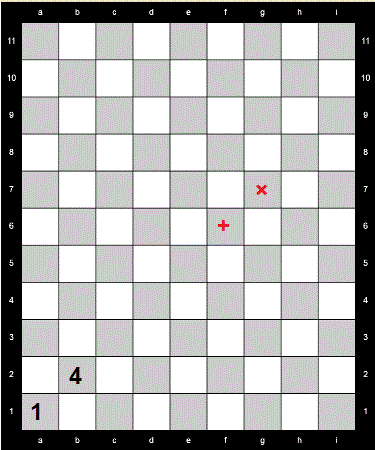
رسم توضيحي للأماكن التي يمكن لـ1 الالتقاط عندها

- مثال آخر 1 خلف 4 قطريًّا

يمكن الأخذ بالعمليات :
5=1+4
4=4×1

### قواعد أخرى
- القطعة 0 لا تتحرك مطلقًا سواء في الحركة أو الالتقاط لكنها مع ذلك تساهم في مساعدة القطع الأخرى على الالتقاط
- لا يمكن القفز فوق القطع للالتقاط باستثناء القطعة المساعدة في العملية
- القطعة التي تقوم بالالتقاط تكون دائمًا في مقدمة العملية
- لا يمكن استعمال قطع الخصم في العمليات
- عندما يكون ناتج عملية معينة أكبر من 9 فيتم الأخذ فقط برقم الوحدات
- القسمة تكون قسمة إقليدية وفي حال وجود باقي فيمكن الأخذ بقيمة الحاصل والباقي كلاهما
- لا يمكن الأخذ بناتج 0 أو عدد وحداته صفر
- لا يمكن الأخذ بالناتج ذي القيمة السالبة

### طريقة الفوز
يفوز اللاعب عن طريق التقاط القطعة 0 الخاصة بالخصم 
في حال لم يعد بإمكان كلا اللاعبين التقاطها يتم حساب قيمة القطع التي تم التقاطها وصاحب أعلى قيمة هو الفائز (قيمة القطع حسب الرقم المدون فـ1 قيمتها نقطة و2 قيمتها نقطتان و9 قيمتها تسع نقاط وهكذا)

### المنافسة
على سبيل المثال قرر اللاعبان لعب 3 مباريات والفائز بأكبر عدد هو الفائز هذا في حال كان الفوز عن طريق قيمة القطع
في حال فاز أحد اللاعبين بالتقاط القطعة 0 فيعتبر فوزه مطلقًا بغض النظر عن عدد نقاط اللاعب الخصم
على سبيل المثال :
- المباراة 1: فاز A على B بنتيجة 10-7
- المباراة 2: فاز A على B بنتيجة 12-5
- المباراة 3: فاز B على A بشكل مطلق (أي أن B أمسك بالقطعة 0 الخاصة بـA).

=> النتيجة النهائية: B يفوز على A في النهاية